# Gordan Irović
Gordan Irović (Herceg Novi, 2 de julho de 1934) é um ex-futebolista iugoslavo que atuava como goleiro.

## Carreira
Gordan Irović fez parte do elenco da Seleção Iugoslava de Futebol, na Copa do Mundo de  1958.